# Miss Brill
 (juillet 2025).
Si vous disposez d'ouvrages ou d'articles de référence ou si vous connaissez des sites web de qualité traitant du thème abordé ici, merci de compléter l'article en donnant les références utiles à sa vérifiabilité et en les liant à la section « Notes et références ».
Miss Brill est une nouvelle de Katherine Mansfield publiée pour la première fois dans Athenaeum le 26 novembre 1920 puis rééditée dans The Garden Party and Other Stories,. Cette nouvelle appartient au courant littéraire du modernisme.

## Résumé
Miss Brill est une professeure d'anglais vivant près des jardins publics dans une ville en France. Le récit la suit un dimanche après-midi ordinaire, qu'elle passe à se promener et à s'asseoir dans le parc avec sa fourrure.
L'histoire commence avec Miss Brill, ravie d'avoir décidé de porter sa fourrure. Elle remarque que les visiteurs du parc sont plus nombreux que le dimanche précédent et que l'orchestre est plus enthousiaste parce que la saison a commencé. Miss Brill observe les facettes de la vie autour d'elle, « écoutant comme si elle n'écoutait pas, ... s'asseyant dans la vie des autres juste pour une minute pendant qu'ils parlaient autour d'elle ». Elle voit le monde comme une pièce de théâtre : comme si son environnement était un décor et qu'elle et ses compagnons de parc étaient des acteurs. Elle imagine que la performance du groupe correspond aux événements du parc et les met en valeur. Lorsque le groupe entame une nouvelle chanson, Miss Brill imagine que tous les habitants du parc participent à la chanson et chantent. Elle se met à pleurer à cette idée.
Un jeune couple arrive et partage le banc de Miss Brill. Miss Brill les trouve joliment habillés et les imagine chaleureusement comme le héros et l'héroïne de la pièce. Cependant, elle entend le garçon faire une remarque grossière sur le fait que Miss Brill est une « vieille chose stupide », et la fille acquiesce : « C'est sa fourrure qui est si drôle ».
Les dimanches typiques, Miss Brill s'arrête à la boulangerie pour prendre un gâteau au miel avec des amandes, mais ce jour-là, elle rentre directement chez elle dans sa chambre  sombre. Alors qu'elle remet sa fourrure dans sa boîte, Miss Brill « [pense] qu'elle [entend] quelque chose qui pleure ».

## Analyse
Miss Brill est écrit à la troisième personne avec un point de vue omniscient et limité.

### Symbolisme
- Fourrure : la vie de la fourrure est parallèle à celle de Miss Brill : elle est retirée de sa petite et sombre boîte et elle est amenée à l'air libre, pour ensuite être remise dans sa boîte, toute seule, à la fin de l'histoire[4]. Miss Brill qualifie la fourrure de « voyou », d'aventurière, même si sa propre vie est oisive et solitaire.
- L'hermine : l'état de décomposition de la fourrure, qui était autrefois fine, est comparable à la grisaille de ceux assis sur les bancs du parc et, en fin de compte, à celui de Miss Brill elle-même.
- Orchestre : Les émotions de Miss Brill se reflètent et se font écho dans la performance de l'orchestre[4].

### Thèmes
- Solitude
- Illusion versus réalité
- Jeunesse et vieillesse
- Rejet de la société
- Isolement
- Aliénation
- Le déni

### Signification littéraire
Le texte est écrit sur le mode moderniste. Le point de vue est omniscient et limité, il se trouve également à la troisième personne. Le texte n'a aucune structure définie.